# العلاقات الكمبودية الموريتانية
العلاقات الكمبودية الموريتانية هي العلاقات الثنائية التي تجمع بين كمبوديا وموريتانيا.

## مقارنة بين البلدين
هذه مقارنة عامة ومرجعية للدولتين:
| وجه المقارنة                                              | كمبوديا                   | موريتانيا                 |
| --------------------------------------------------------- | ------------------------- | ------------------------- |
| المساحة (كم2)                                             | 181.03 ألف                | 1.03 مليون                |
| عدد السكان (نسمة)                                         | 16.01 مليون               | 4.42 مليون                |
| الكثافة السكانية (ن./كم²)                                 | 88.44                     | 4.29                      |
| العاصمة                                                   | بنوم بنه                  | نواكشوط                   |
| اللغة الرسمية                                             | اللغة الخميرية            | اللغة العربية، لغة فرنسية |
| العملة                                                    | ريال كمبودي، دولار أمريكي | أوقية موريتانية، أوقية ‏   |
| الناتج المحلي الإجمالي (بليون دولار)                      | 22.16 مليار               | 5.02 مليار                |
| الناتج المحلي الإجمالي (تعادل القوة الشرائية) بليون دولار | 54.37 مليار               |                           |
| الناتج المحلي الإجمالي الاسمي للفرد دولار أمريكي          | 1.16 ألف                  |                           |
| الناتج المحلي الإجمالي للفرد دولار أمريكي                 | 3.26 ألف                  | 3.91 ألف                  |
| مؤشر التنمية البشرية                                      | 0.555                     | 0.506                     |
| رمز المكالمات الدولي                                      | +855                      | +222                      |
| رمز الإنترنت                                              | .kh                       | .mr                       |
| المنطقة الزمنية                                           | ت ع م+07:00               | 00                        |

## منظمات دولية مشتركة
يشترك البلدان في عضوية مجموعة من المنظمات الدولية، منها:
| علم المنظمة | اسم المنظمة                               | تاريخ انضمام كمبوديا | تاريخ انضمام موريتانيا |
| ----------- | ----------------------------------------- | -------------------- | ---------------------- |
|             | وكالة ضمان الاستثمار متعدد الأطراف        | 1 ديسمبر 1999        | 8 سبتمبر 1992          |
|             | منظمة الشرطة الجنائية الدولية             | ?                    | ?                      |
|             | منظمة حظر الأسلحة الكيميائية              | ?                    | ?                      |
|             | منظمة التجارة العالمية                    | ?                    | 31 مايو 1995           |
|             | الأمم المتحدة                             | 14 ديسمبر 1955       | 27 أكتوبر 1961         |
|             | مؤسسة التمويل الدولية                     | 26 مارس 1997         | 29 ديسمبر 1967         |
|             | يونسكو                                    | 3 يوليو 1951         | 10 يناير 1962          |
|             | مؤسسة التنمية الدولية                     | 22 يوليو 1970        | 10 سبتمبر 1963         |
|             | البنك الدولي للإنشاء والتعمير             | 22 يوليو 1970        | 10 سبتمبر 1963         |
|             | المركز الدولي لتسوية المنازعات الاستشارية | 19 يناير 2005        | 14 أكتوبر 1966         |
|             | الاتحاد البريدي العالمي                   | ?                    | ?                      |
|             | الاتحاد الدولي للاتصالات                  | 10 أبريل 1952        | 18 أبريل 1962          |

## وصلات خارجية
- موقع وزارة الخارجية الكمبودية